# Flapsnuitvaalhaai
De flapsnuitvaalhaai (Scylliogaleus quecketti) is een haai uit de familie van de gladde haaien.

## Natuurlijke Omgeving
De flapsnuitvaalhaai komt slechts voor in een klein gebied voor de oostelijke Zuid-Afrikaanse kust ten noordoosten van de Oost-Kaap en ten noorden van KwaZoeloe-Natal.